# Trung tâm Thông tin Đông Turkestan
Trung tâm Thông tin Đông Turkestan (tiếng Uyghur: شەرقىي تۈركىستان ئىنفورماتسىيون, chữ Uyghur Cyrill: шәрқий түркистан информатсийон; chữ Uyghur Latin: Sherqiy Türkistan Informatsiyon), viết tắt theo tiếng Anh là ETIC (The East Turkestan Information Center) là một nhóm liên kết với Phong trào Độc lập Đông Turkestan, hoạt động vì độc lập và các quyền dân tộc căn bản của người Turkestan. Trung tâm thành lập được năm 1996 tại München, Đức và có văn phòng tại Washington, D.C. Hoa Kỳ.
ETIC công bố các báo cáo về vi phạm nhân quyền và lạm dụng của chính phủ Trung Quốc đối với người Uyghur ở Trung Quốc.
Ngày 15/12/2003, Bộ Công an Cộng hòa Nhân dân Trung Hoa chỉ định ETIC là một tổ chức khủng bố. Điều này được Oxford Analytica nói có thể là một cái cớ để đàn áp người Uyghur.